# Mourning Becomes Electra (film)
Mourning Becomes Electra is een Amerikaanse dramafilm uit 1947 onder regie van Dudley Nichols. Het scenario is gebaseerd op het gelijknamige toneelstuk uit 1931 van de Amerikaanse auteur Eugene O'Neill.

## Verhaal
Als Adam Brant na de Amerikaanse Burgeroorlog weer thuiskomt, treft hij daar zijn vrouw aan in de armen van een andere man. De minnaars bedenken een plan om Adam te doden. Na de mislukking van het plan zint de dochter van Adam op wraak. Zij en haar broer Orin willen hun moeder en haar vriend voor de rechter slepen.

## Rolverdeling
| Acteur           | Personage                   |
| ---------------- | --------------------------- |
| Rosalind Russell | Lavinia Mannon              |
| Michael Redgrave | Orin Mannon                 |
| Raymond Massey   | Brigadegeneraal Ezra Mannon |
| Katina Paxinou   | Christine Mannon            |
| Leo Genn         | Adam Brant                  |
| Kirk Douglas     | Peter Niles                 |
| Nancy Coleman    | Hazel Niles                 |
| Henry Hull       | Seth Beckwith               |
| Sara Allgood     | Huisbazin                   |
| Thurston Hall    | Dr. Blake                   |
| Walter Baldwin   | Amos Ames                   |
| Elisabeth Risdon | Mevrouw Hills               |
| Erskine Sanford  | Josiah Borden               |
| Jimmy Conlin     | Abner Small                 |
| Lee Baker        | Dominee Hill                |